# Lomanella blacki
Espèce
Lomanella blacki est une espèce d'opilions laniatores de la famille des Lomanellidae.

## Distribution
Cette espèce est endémique du Victoria en Australie. Elle se rencontre vers Toolangi.

## Description
Les femelle s mesurent de 1,14 à 1,20 mm de long et de 0,65 à 0,68 mm de large.

## Systématique et taxinomie
Cette espèce a été décrite par Hunt et Hickman en 1993.

## Étymologie
Cette espèce est nommée en l'honneur de Dennis Black.

## Publication originale
- Hunt & Hickman, 1993 : « A revision of the genus Lomanella Pocock and its implications for family level classification in the Travunioidea (Arachnida: Opiliones: Triaenonychidae). » Records of the Australian Museum, vol. 45, no 1, p. 81–119 (texte intégral).